# SPDYE4
SPDYE4 (англ. Speedy/RINGO cell cycle regulator family member E4) – білок, який кодується однойменним геном, розташованим у людей на 17-й хромосомі. Довжина поліпептидного ланцюга білка становить 237 амінокислот, а молекулярна маса — 27 806.
| 10         |  | 20         |  | 30         |  | 40         |  | 50         |
| ---------- |  | ---------- |  | ---------- |  | ---------- |  | ---------- |
| MASGQARPPF |  | EEESPQPSTT |  | VRSPEVVVDD |  | EVPGPSAPWI |  | DPSPQPQSLG |
| LKRKSEWSDE |  | SEEELEEELE |  | LERAPEPEDT |  | WVVETLCGLK |  | MKLKRKRASS |
| VLPEHHEAFN |  | RLLGDPVVQK |  | FLAWDKDLRV |  | SDKYLLAMVI |  | AYFSRAGLFS |
| WQYQRIHFFL |  | ALYLASDMEE |  | DNQAPKQDIF |  | SFLYGKNYSQ |  | RPLFHKLRYQ |
| LLCSMRWRTW |  | VSPEEMEEIQ |  | AYDPEHWVWA |  | RDRTLIS    |  |            |

A: Аланін

C: Цистеїн

D: Аспарагінова кислота

E: Глутамінова кислота

F: Фенілаланін

G: Гліцин

H: Гістидин

I: Ізолейцин

K: Лізин

L: Лейцин

M: Метіонін

N: Аспарагін

P: Пролін

Q: Глутамін

R: Аргінін

S: Серин

T: Треонін

V: Валін

W: Триптофан